# No Promises
Albums de Carla Bruni
Quelqu'un m'a dit Comme si de rien n'était
No promises est le deuxième album de la chanteuse franco-italienne et modèle Carla Bruni.
Sorti en 2007, il met en musique des textes de poètes anglophones comme William Butler Yeats, W. H. Auden et Emily Dickinson. L'album s'est écoulé à 200 000 exemplaires.
La chanson Ballade at Thirty-Five est présente dans l'épisode final de la cinquième saison de la série The L Word.

## Titres
| No  | Titre                             | Durée |
| --- | --------------------------------- | ----- |
| 1.  | Those dancing days are gone       |       |
| 2.  | Before the world was made         |       |
| 3.  | Lady weeping at the crossroads    |       |
| 4.  | I felt my life with both my hands |       |
| 5.  | Promises like piecrust            |       |
| 6.  | Autumn                            |       |
| 7.  | If you were coming in the fall    |       |
| 8.  | I went to heaven                  |       |
| 9.  | Afternoon                         |       |
| 10. | Ballade at thirty-five            |       |
| 11. | At last the secret is out         |       |